# Нилгири
Нилгири (на тамилски: நீலகிரி, «сини планини») е планински масив в Индия, в южната част на полуостров Индостан и се явява свързващо звено на Западните с Източните Гхати. Най-висок връх е Додабета (2637 m). Изграден е от гнайси, порфири и кристалинни шисти. Има стръмни и силно разчленени от дълбоки речни долини склонове и платообразна билна част. Покрит е с тревисти пасища и острови от вечнозелени тропични гори и храсти. Голяма част от склоновете му са терасирани и заети от чайни и кафеени плантации и евкалиптови горички. В сравнение с останалите тропични райони на Индия климатът му е много по мек и влажен, поради което тук са разположени няколко климатични курорта (Утакаманд, Кунур и др.).